# Tetraopes ineditus
Tetraopes ineditus là một loài bọ cánh cứng trong họ Cerambycidae.